# Arbeitsgemeinschaft Andernach
Die Arbeitsgemeinschaft Andernach der mensurbeflissenen Verbände (AGA) ist ein Zweckverband schlagender Korporationsverbände. Seine Mitgliedsverbände sind der Verband Alter Corpsstudenten (VAC), der Weinheimer Verband Alter Corpsstudenten (WVAC), der Altherrenverband des Coburger Convents Akademischer Landsmannschaften und Turnerschaften (AHCC), die Deutsche Burschenschaft (DB), die Deutsche Sängerschaft (DS) und die Neue Deutsche Burschenschaft (NeueDB).
Gegründet wurde die AGA am 1. April 1951 in Andernach durch VAC, WVAC und die Altherrenschaften der Turnerschaften und Landsmannschaften als formloser Zusammenschluss nicht zuletzt aufgrund des von der Westdeutschen Rektorenkonferenz gefassten Tübinger Beschlusses. Die Deutsche Burschenschaft hatte zunächst nur Beobachterstatus. Erster Vorsitzender war Hans-Reinhard Koch. 
Die AGA übernahm Teilfunktionen des 1935 aufgelösten Allgemeinen Deutschen Waffenrings, insbesondere in der Öffentlichkeitsarbeit und in der Durchführung der Prozesse um die Bestimmungsmensur durch Rechtsberatung der Aktiven und Steuerung und Finanzierung der Musterprozesse. Daneben setzte sie sich für das öffentliche Farbentragen ein.
Der Göttinger Mensurenprozess an der Großen Strafkammer Göttingen wurde nach Revision vom Bundesgerichtshof entschieden. Die Betroffenen wurden Ende 1951 freigesprochen, da eine Mensur kein Duell mit tödlichen Waffen sei. 1953 wurde unter Aufsicht des Bundespräsidenten Theodor Heuss eine einvernehmliche Regelung und der Verzicht auf die unbedingte Satisfaktion durch den Justizrat Werner Ranz (Corps Normannia Berlin) ausgesprochen. Die AGA ließ mehrere Rechtsgutachten zur strafrechtlichen Beurteilung der Mensur ausarbeiten. Die AGA fand dabei auch Erwähnung bei der 1968 erschienenen Studie des DDR-Historikers Ludwig Elm zur westdeutschen Hochschulpolitik.
Heute sieht die AGA ihre Aufgabe vor allem in der Unterstützung des Verbandes der Fechtmeister (VdF) bei der Ausbildung von Fechtmeistern. Am 20. September 2008 konstituierte sie sich als eingetragener Verein.